# Чукарица
Чукарица је градско насеље у градској општини Чукарица у граду Београду. Према попису из 2022. било је 138187 становника (према попису из 1991. било је 120910 становника).

## Демографија
У насељу Чукарица живи 107196 пунолетних становника, а просечна старост становништва износи 39,4 година (38,3 код мушкараца и 40,3 код жена). У насељу има 48245 домаћинстава, а просечан број чланова по домаћинству је 2,73.
Ово насеље је великим делом насељено Србима (према попису из 2002. године), а у последња три пописа, примећен је пораст у броју становника.
|  |

| Демографија | Демографија | Демографија |
| Година      | Становника  | Становника  |
| ----------- | ----------- | ----------- |
| 1948.       | 17.941      |             |
| 1953.       | 21.560      |             |
| 1961.       | 35.856      |             |
| 1971.       | 85.560      |             |
| 1981.       | 102.146     |             |
| 1991.       | 120.910     | 117.718     |
| 2002.       | 132.055     | 136.248     |

| Етнички састав према попису из 2002.‍ | Етнички састав према попису из 2002.‍ | Етнички састав према попису из 2002.‍ | Етнички састав према попису из 2002.‍ | Етнички састав према попису из 2002.‍ |
| ------------------------------------ | ------------------------------------ | ------------------------------------ | ------------------------------------ | ------------------------------------ |
|                                      |                                      |                                      |                                      |                                      |
| Срби                                 | Срби                                 |                                      | 120.434                              | 91,19%                               |
| Црногорци                            | Црногорци                            |                                      | 1.930                                | 1,46%                                |
| Југословени                          | Југословени                          |                                      | 1.647                                | 1,24%                                |
| Роми                                 | Роми                                 |                                      | 1.237                                | 0,93%                                |
| Македонци                            | Македонци                            |                                      | 788                                  | 0,59%                                |
| Хрвати                               | Хрвати                               |                                      | 695                                  | 0,52%                                |
| Муслимани                            | Муслимани                            |                                      | 288                                  | 0,21%                                |
| Горанци                              | Горанци                              |                                      | 258                                  | 0,19%                                |
| Словенци                             | Словенци                             |                                      | 162                                  | 0,12%                                |
| Мађари                               | Мађари                               |                                      | 159                                  | 0,12%                                |
| Бугари                               | Бугари                               |                                      | 100                                  | 0,07%                                |
| Бошњаци                              | Бошњаци                              |                                      | 87                                   | 0,06%                                |
| Руси                                 | Руси                                 |                                      | 76                                   | 0,05%                                |
| Албанци                              | Албанци                              |                                      | 70                                   | 0,05%                                |
| Словаци                              | Словаци                              |                                      | 55                                   | 0,04%                                |
| Румуни                               | Румуни                               |                                      | 32                                   | 0,02%                                |
| Немци                                | Немци                                |                                      | 30                                   | 0,02%                                |
| Чеси                                 | Чеси                                 |                                      | 26                                   | 0,01%                                |
| Русини                               | Русини                               |                                      | 25                                   | 0,01%                                |
| Украјинци                            | Украјинци                            |                                      | 17                                   | 0,01%                                |
| Буњевци                              | Буњевци                              |                                      | 16                                   | 0,01%                                |
| Власи                                | Власи                                |                                      | 9                                    | 0,00%                                |
| непознато                            | непознато                            |                                      | 1.678                                | 1,27%                                |

| Година пописа     | 1948. | 1953. | 1961.  | 1971.  | 1981.  | 1991.  | 2002.  |
| ----------------- | ----- | ----- | ------ | ------ | ------ | ------ | ------ |
| Број домаћинстава | 6.074 | 6.874 | 12.571 | 27.630 | 33.661 | 39.014 | 48.245 |

| Број чланова      | 1      | 2      | 3      | 4      | 5     | 6   | 7   | 8  | 9  | 10 и више | Просек |
| ----------------- | ------ | ------ | ------ | ------ | ----- | --- | --- | -- | -- | --------- | ------ |
| Број домаћинстава | 10.786 | 11.894 | 10.655 | 10.897 | 2.802 | 882 | 220 | 69 | 23 | 17        | 2,73   |

| Пол    | Укупно  | Неожењен/Неудата | Ожењен/Удата | Удовац/Удовица | Разведен/Разведена | Непознато |
| ------ | ------- | ---------------- | ------------ | -------------- | ------------------ | --------- |
| Мушки  | 52.058  | 16.307           | 31.720       | 1.797          | 1.950              | 284       |
| Женски | 60.122  | 15.219           | 32.378       | 8.049          | 4.202              | 274       |
| УКУПНО | 112.180 | 31.526           | 64.098       | 9.846          | 6.152              | 558       |

| Пол    | Укупно                    | Пољопривреда, лов и шумарство | Рибарство                            | Вађење руде и камена | Прерађивачка индустрија       |
| ------ | ------------------------- | ----------------------------- | ------------------------------------ | -------------------- | ----------------------------- |
| Мушки  | 24.025                    | 184                           | 0                                    | 45                   | 4.415                         |
| Женски | 23.227                    | 127                           | 3                                    | 34                   | 3.118                         |
| УКУПНО | 47.252                    | 311                           | 3                                    | 79                   | 7.533                         |
| Пол    | Производња и снабдевање   | Грађевинарство                | Трговина                             | Хотели и ресторани   | Саобраћај, складиштење и везе |
| Мушки  | 902                       | 1.552                         | 4.471                                | 608                  | 2.967                         |
| Женски | 314                       | 550                           | 4.781                                | 730                  | 1.323                         |
| УКУПНО | 1.216                     | 2.102                         | 9.252                                | 1.338                | 4.290                         |
| Пол    | Финансијско посредовање   | Некретнине                    | Државна управа и одбрана             | Образовање           | Здравствени и социјални рад   |
| Мушки  | 600                       | 1.864                         | 2.553                                | 849                  | 840                           |
| Женски | 1.121                     | 1.720                         | 1.998                                | 1.986                | 3.536                         |
| УКУПНО | 1.721                     | 3.584                         | 4.551                                | 2.835                | 4.376                         |
| Пол    | Остале услужне активности | Приватна домаћинства          | Екстериторијалне организације и тела | Непознато            | Непознато                     |
| Мушки  | 1.335                     | 5                             | 17                                   | 818                  | 818                           |
| Женски | 1.294                     | 39                            | 22                                   | 531                  | 531                           |
| УКУПНО | 2.629                     | 44                            | 39                                   | 1.349                | 1.349                         |

## Историјат Општине
Старији Чукаричани доста знају о свој општини, они млађи, тек понешто. Наш водич кроз век Чукарице је монографија „Чукарица 1911- 2011." аутора проф др Злате Бојовић и групе сарадника, настала поводом обележавања стогодишњице настанка општине Чукарица (1911-2011).

Овде се налази Запис јасен код цркве (Чукарица).

## Библиотеке
Од 1945. године, на територији општине Чукарица послује библиотека "Лаза Костић". Ранији називи: "Библиотека VII рејона", касније Библиотека "Лазо Кочовић", од 12. фебруара 1995. Библиотека "Лaза Костић" . Одељење библиотека "Лаза Костић" чине: Централна општинска библиотека "Лаза Костић", Тургењевљева 5, Баново брдо и четири огранка: "Прометеј", Баново брдо, "Ђура Јакшић" Железник, "Душко Радовић" Церак и библиотечки огранак у селу Рушањ. Поменута чукаричка мрежа библиотека од 1989. године послује у оквиру Библиотеке града Београда.
У библиотеци "Лаза Костић" радили су и писци, Драгомир Дале Ћулафић (1984-2004) и Градимир Града Стојковић(1996-2010).